# Јелица Радовановић
Јелица Радовановић(рођена 1957. у Дубровнику, Хрватска) је српска визуелна уметница позната по дугогодишњој сарадњи са уметником Дејаном Анђелковићем. Њихова заједничка уметничка пракса истражује теме распада социјалистичког друштва, рата, транзиције и успостављања либералног капитализма у Србији. Радовановићева припада генерацији уметница чији је рад истовремено естетски, друштвено-ангажован и критички усмерен према структуралним неједнакостима.
Чланица Удружења ликовних уметника Србије од 1982.

## Биографија и образовање
Јелица Радовановић је рођена 1957. године у Дубровнику. Дипломирала је сликарство на Факултету ликовних уметности у Београду 1981. године, у класи професора Раденка Мишевића. Од 1991. године ствара и излаже у сарадњи са Дејаном Анђелковићем у Музеју савремене уметности Војводине, Националној уметничкој галерији у Софији, Центру за медије у уметност у Карлсруеу, Музеју савремене уметности у Београду, Народном музеју у Београду и Академији уметности у Берлину и Бечу и на 45. Октобарском салону.
Од самог почетка одбацују индивидуални ауторски потпис и потписују радове заједнички, чиме оспоравају традиционални концепт ауторства у уметности. Због свог виђења уметности као алата кои треба да оперише ван тржишта како би био ефикасан, они  живе од прављења накита, молераја и рада у образовним институцијама.

## Уметничка пракса
Пад комунизма и улазак либералног капитализма у Србију уобличава њихов уметнички дискурс. Расформирање заједничког „југоловенског“ језика, грађански рат и акумулација капитала кроз националистичке политике бивших југословенских република одредили су њен рад као форму политичког активизма. Њихова уметничка пракса обухвата мултимедијалне инсталације, објекте, акције, перформансе, уличне интервенције и рад у заједници. Јелица и Дејан одустају од уметности као „средства за комодитет“ и не користе стандардне канале продаје већ проналазе алтернативне начине како ће њихова уметност, у завистности од контекста и идеје, пронаћи пут до публике. Они не верују у тржишну идеју великих уметника и великих уметничких дела који ће довести до револуције у систему вредности. Радови настају у формалним и неформалним просторима, попут фризерских салона, месара и пекара, често уз учешће локалних заједница. Кроз своје радове анализирају распад Југославије, ратове деведесетих, друштвене последице транзиције, родне односе, насиље и економску маргинализацију. Она, заједно са Дејаном, преиспитује и како се мења објекат уметничког рада у односу на услове у којима је настао као и генезу односа према позицији говора уметника у радикално другачијим контекстима.
„Уметност не мора да буде револуционарна. За мене је довољно ако успе да осветли слепе тачке друштва.“ – Јелица Радовановић

## Значајни радови (избор)
- „Baby” (1993) – скулптура од теста, изложена у пекари у оквиру пројекта „Art kuvar”
- „Symptom.dj” (2011) – изложба у Магацину[7], Београд
- „Pravo na dom” – серија акција о бескућништву у Србији
- „Egalité”– серија урбаних интервенција о друштвеној неједнакости

## Изложбе (избор)
Самосталне изложбе (избор):
- Галерија СКЦ, Београд (1987)
- КЦ Крушевац (1989)
- КЦ Ниш (1994)
- Magacin, Београд – ретроспектива Symptom.dj (2011)

Групне изложбе и фестивали:
- Октобарски салон[8], Београд
- Музеј савремене уметности, Београд
- Музеј савремене уметности Војводине, Нови Сад
- Национална галерија уметности, Софија
- Styrian Autumn[9], Грац
- BELEF[10], Београд
- Панчевачко бијенале визуелних уметности
- Kultur und Medienzentrum, Карлсруе
- Академије уметности у Бечу и Берлину

## Политички и друштвени ангажман
Током деведесетих, Радовановићева је учествовала у грађанским протестима и једна је од оснивачица Републиканске странке, али је убрзо своју енергију усмерила на друштвено-образовни рад, уметнички активизам и рад у локалним заједницама. Кроз свој рад промовише ангажовану уметност као форму отпора и јавне интервенције.

## Публикације и архивски рад
- „Монографија” (2011): Јелица Радовановић и Дејан Анђелковић – уредница Јасмина Чубрило, Колекција Вујичић
- „Secondary Archive” (2022): Архива изјава жена уметница из Централне и Источне Европе, уредница Симона Огњановић